# جواز سفر كوبي
تصدر جوازات سفر الكوبية لمواطني كوبا لتسهيل السفر الدولي. وهي صالحة لمدة 6 سنوات من تاريخ صدورها، ولكن يجب أن يتم تمديد مدة الصلاحية كل سنتين.
تكلفة هذا الجواز حوالي 500 دولار (500 بيزو كوبي قابل للتحويل) لكل سنتين للفرد الواحد الذي في الولايات المتحدة.

## متطلبات التأشيرة

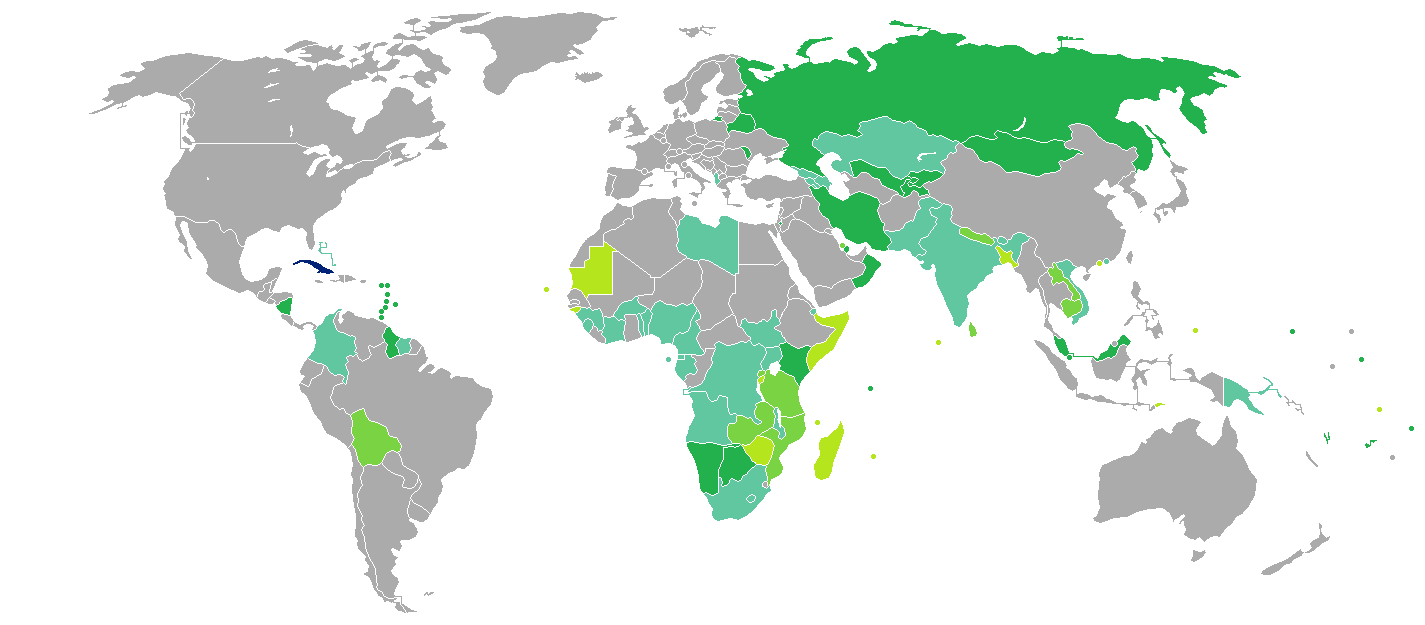
البلدان والأقاليم التي لا تفرض تأشيرة أو تطلب تأشيرة دخول عند الوصول للجهة، لحاملي جوازات السفر الكوبية العادية.

اعتبارًا من 1 يناير 2017كان المواطنون الكوبيون يحصلون على تأشيرة دخول أو تأشيرة عند الوصول إلى 60 دولة وإقليم، مما جعل جواز السفر الكوبي يحتل المرتبة 76 من حيث حرية السفر وفقًا لمؤشر هينلي لجوازات السفر.